# Zaid Abdulkarim
Zaid Mustafa Mahmud Abdulkarim (19 de junio de 2001) es un deportista jordano que compite en taekwondo.
Participó en los Juegos Olímpicos de París 2024, obteniendo una medalla de plata en la categoría de –68 kg. Ganó una medalla de plata en los Juegos Asiáticos de 2022 y dos medallas en el Campeonato Asiático de Taekwondo, bronce en 2021 y plata en 2022.

## Palmarés internacional
| Juegos Olímpicos    | Juegos Olímpicos          | Juegos Olímpicos  | Juegos Olímpicos |
| Año                 | Lugar                     | Medalla           | Categoría        |
| ------------------- | ------------------------- | ----------------- | ---------------- |
| 2024                | París (Francia)           | Medalla de plata  | –68 kg           |
| Juegos Asiáticos    |                           |                   |                  |
| Año                 | Lugar                     | Medalla           | Categoría        |
| 2022                | Hangzhou (China)          | Medalla de plata  | –68 kg           |
| Campeonato Asiático |                           |                   |                  |
| Año                 | Lugar                     | Medalla           | Categoría        |
| 2021                | Beirut (Líbano)           | Medalla de bronce | –68 kg           |
| 2022                | Chuncheon (Corea del Sur) | Medalla de plata  | –68 kg           |